# Elitloppet 1982
Elitloppet 1982 var den 31:a upplagan av Elitloppet, som gick av stapeln söndagen den 30 maj 1982 på Solvalla i Stockholm. Finalen vanns av den franska hästen Idéal du Gazeau, körd och tränad av Eugène Lefèvre.
1982 års Elitlopp sågs på förhand som väldigt spännande, och det mest ovissa som körts på många år. För att få ytterligare fart på loppet utlystes en bonus på 25 000 kronor vid nytt europarekord, och 50 000 kronor vid nytt världsrekord. Loppet gästades bland annat av den franska hästen Idéal du Gazeau, som vunnit loppet 1980 och Prix d'Amérique 1981.
Även tröstloppet Elitloppet Consolation kördes detta år, för de hästar som deltagit i kvalheaten, men som inte lyckats kvala in till finalen.

## Upplägg och genomförande
Elitloppet är ett inbjudningslopp och varje år bjuds 16 hästar som utmärkt sig in till Elitloppet. Hästarna lottas in i två kvalheat, och de fyra bästa i varje försök går vidare till finalen som sker 2–3 timmar senare samma dag. Desto bättre placering i kvalheatet, desto tidigare får hästens tränare välja startspår inför finalen. Samtliga tre lopp travas sedan 1965 över sprinterdistansen 1 609 meter (engelska milen) med autostart (bilstart). I Elitloppet 1982 var förstapris i finalen 250 000 kronor, och 50 000 kronor i respektive kvalheat.

## Kvalheat 1
| P   | S | Häst             | Kusk              | Tränare           | Land      | Odds   | Tid      |
| --- | - | ---------------- | ----------------- | ----------------- | --------- | ------ | -------- |
| 1   | 2 | Dartster F.      | Olle Hedin        | Olle Hedin        | Sverige   | 2,60   | 1.13,0   |
| 2   | 7 | Idéal du Gazeau  | Eugène Lefèvre    | Eugène Lefèvre    | Frankrike | 1,80   | 1.13,2   |
| 3   | 6 | U.S. Thor Viking | Stig H. Johansson | Stig H. Johansson | Sverige   | 22,80  | 1.13,3   |
| 4   | 3 | At Risk          | Pekka Korpi       | Pekka Korpi       | Finland   | 4,10   | 1.13,3   |
| 0   | 5 | Pamir Brodde     | Karl-Erik Nilsson | Karl-Erik Nilsson | Sverige   | 33,40  | 1.13,5   |
| 0   | 8 | Dimma            | Björn Lindblom    | Björn Lindblom    | Sverige   | 118,70 | 1.13,7   |
| 0   | 4 | Super Male       | Markuu Vartainen  | Markuu Vartainen  | Finland   | 78,00  | 1.14,3ag |
| str | 1 | Spice Island     | Håkan Wallner     | Håkan Wallner     | Sverige   | -      | -        |

## Kvalheat 2
| P | S | Häst              | Kusk              | Tränare           | Land      | Odds  | Tid      |
| - | - | ----------------- | ----------------- | ----------------- | --------- | ----- | -------- |
| 1 | 1 | Nino Blazing      | Björn Lindblom    | Björn Lindblom    | Sverige   | 19,90 | 1.13,8   |
| 2 | 5 | Snack Bar         | Håkan Wallner     | Håkan Wallner     | Sverige   | 2,80  | 1.14,0   |
| 3 | 6 | Zorrino           | Tommy Hanné       | Tommy Hanné       | Sverige   | 2,90  | 1.14,0   |
| 4 | 8 | Al Joe            | Berth Johansson   | Berth Johansson   | Sverige   | 11,70 | 1.14,3   |
| 0 | 2 | Our Dream Of Mite | Eduardo Gubellini | Eduardo Gubellini | Italien   | 2,80  | 1.14,4   |
| 0 | 7 | Keystone Patriot  | Veijo Heiskanen   | Veijo Heiskanen   | Finland   | 6,10  | 1.14,5ag |
| 0 | 4 | Ianthin           | Paul Delanoe      | Paul Delanoe      | Frankrike | 6,80  | 1.14,6   |
| 0 | 3 | Bea B.            | Leif Berggren     | Eije Wässbring    | Sverige   | 11,30 | 1.15,5ag |

## Finalheat
| P   | S | Häst             | Kusk              | Tränare           | Land      | Odds  | Tid      |
| --- | - | ---------------- | ----------------- | ----------------- | --------- | ----- | -------- |
| 1   | 3 | Idéal du Gazeau  | Eugène Lefèvre    | Eugène Lefèvre    | Frankrike | 2,06  | 1.13,2   |
| 2   | 1 | Dartster F.      | Olle Hedin        | Olle Hedin        | Sverige   | 2,00  | 1.13,2   |
| 3   | 2 | Nino Blazing     | Björn Lindblom    | Björn Lindblom    | Sverige   | 16,00 | 1.13,3   |
| 4   | 4 | Snack Bar        | Håkan Wallner     | Håkan Wallner     | Sverige   | 8,10  | 1.13,3   |
| 5   | 5 | U.S. Thor Viking | Stig H. Johansson | Stig H. Johansson | Sverige   | 41,60 | 1.13,5ag |
| 6   | 6 | At Risk          | Pekka Korpi       | Pekka Korpi       | Finland   | 18,30 | 1.13,5   |
| 7   | 7 | Al Joe           | Berth Johansson   | Berth Johansson   | Sverige   | 46,90 | 1.13,7   |
| str | 8 | Zorrino          | Tommy Hanné       | Tommy Hanné       | Sverige   | -     | -        |